# Stanislav Langer (herec)
Stanislav Langer, vlastní jméno Stanislav Lang (20. dubna 1887 Zahrádka Mladotova – 9. srtpna 1965 Praha), byl český herec, režisér, dramaturg, překladatel a divadelní ředitel.

## Život
Vystudoval Filozofickou fakultu Univerzity Karlovy. Nejdříve hrál divadlo jako ochotník, potom hrál v různých kočovných divadelních společnostech. Od roku 1911 působil jako herec, režisér, dramaturg a divadelní ředitel, případně podnikatel v divadelnictví (majitel divadel). Byl zakladatelem Tylova divadla v Nuslích, které vedl v letech 1921 – 1925.
Od roku 1920 až do roku 1965 hrál také ve filmech (měl více než 25 filmových rolí, mj. hrál ve filmech Dobrý voják Švejk (1956) a Poslušně hlásím (1957) režiséra Karla Steklého). Působil též v rozhlase a v televizi. Používal  též pseudonym Jiří Anger.
Jeho ženou byla herečka Števa Langerová.